# Pentamesa fulva
Pentamesa fulva là một loài bọ cánh cứng trong họ Chrysomelidae. Loài này được Wang miêu tả khoa học năm 1992.